# Zakłady Chemiczne Złotniki
Zakłady Chemiczna Złotniki – wrocławska fabryka chemiczna położona na osiedlu Złotniki, specjalizująca się w produkcji azotanu i siarczanu magnezu oraz saletry wapniowej. 
Początki zakładu sięgają lat 1860–1870, kiedy to twórca metody produkcji tlenku glinu, Heinrich Bergius (ojciec Friedricha Bergiusa, laureata nagrody Nobla w dziedzinie chemii w 1931 roku) postanowił w tym miejscu wybudować fabrykę. Specjalizowała się ona wówczas w produkcji sody oraz tlenku glinu.
Po zakończeniu II wojny światowej zakład przeszedł w ręce państwa i funkcjonował w ramach Wrocławskich Zakładów Przemysłu Nieorganicznego. W tym okresie produkowano w nim siarczan glinu. Kolejne zmiany w funkcjonowaniu oraz produkcji fabryki zaszły na początku lat 90. XX wieku a także na początku XXI wieku.